# Брешело
Брешѐло (на италиански: Brescello, на местен диалект Barsèl, Барсел) е градче и община в северна Италия, провинция Реджо Емилия, регион Емилия-Романя. Разположено е на 24 m надморска височина. Населението на общината е 5604 души (към 2010 г.).